# Sunny Murray

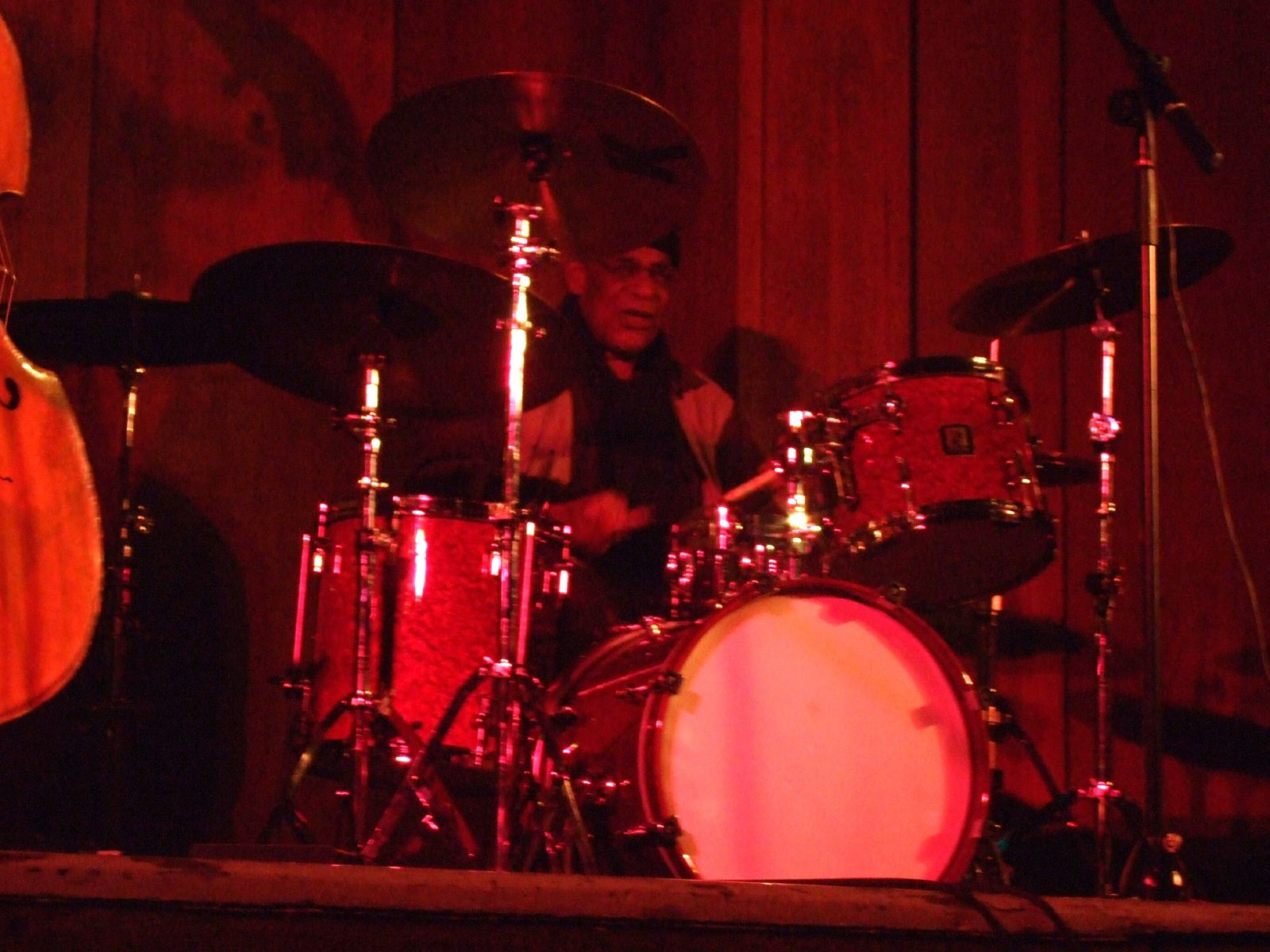
Sunny Murray (2007)

Sunny Murray (* 21. September 1936 in Idabel, Oklahoma als James Marcellus Arthur Murray; † 7. Dezember 2017 in Paris.) war ein US-amerikanischer Jazz-Schlagzeuger. In den frühen 1960er Jahren entwickelte Murray einen metrenfreien Schlagzeugstil, „der den Bedürfnissen des Free Jazz entsprach“ und für weitere Drummer des Genres wie Steve McCall, Don Moye oder Phillip Wilson „richtungweisend“ wurde.

## Leben und Wirken
Murray, der aus einer musikalischen Familie in Philadelphia stammt, begann mit neun Jahren am Schlagzeug. 1956 spielte er nach einem Umzug nach New York City bei Willie The Lion Smith und bei Henry "Red" Allen. Nachdem er kurze Zeit in der Bebop-Szene bei mit Jackie McLean, Ted Curson und Rocky Boyd tätig war, wirkte er von 1959 bis 1965 in verschiedenen Formationen mit Cecil Taylor zusammen. Durch sein innovatives Spiel mit Taylor (Live at the Café Montmartre, 1962) und ebenso mit Albert Ayler (Spiritual Unity und Bells) etablierte er sich als einer der führenden Schlagzeuger des freien Jazz; er arbeitete auch mit der New York Contemporary Five von Archie Shepp, John Tchicai und Don Cherry.
1966 wurde er im Kritikerpoll des Down Beat als führendes Schlagzeug-Talent, das weitere Beachtung verdiente, gewürdigt und konnte ein erstes Album als Bandleader mit Jacques Coursil und Byard Lancaster einspielen. 1968 ging er zunächst vorübergehend nach Frankreich, wo er sein Spiritual Ensemble gründete. 1969 spielte er in Paris drei Alben mit vorrangig amerikanischen Musikern ein, war aber auch an einem Album von François Tusques beteiligt. Nachdem er sich einen Teil der 1970er Jahre in Philadelphia aufhielt, kehrte er 1979 mit seiner Gruppe Untouchable Factor, zu der so unterschiedliche Musiker wie Byard Lancaster, Khan Jamal oder Monnette Sudler gehörten, nach Europa zurück, wo er auch einen viel beachteten Auftritt auf dem Moers Festival mit dem damals noch jungen David Murray (nicht verwandt) hatte. 
Nach weiteren europäischen Festivalauftritten in unterschiedlichen Konstellationen gründete Murray Ende 1981 in New York mit den Schlagzeug-Kollegen Ed Blackwell, Dennis Charles und Steve McCall das Ensemble Drums Inter-Actual; dann wirkte er u. a. an Einspielungen von Billy Bang (mit Frank Lowe) und Khan Jamal (Infinity) mit. 1986 stellte er sich nach zeitweiligem Rückzug wieder in Europa – etwa beim Deutschen Jazzfestival Frankfurt – vor. Er lebte dann in Paris und nahm auch mit Alexander von Schlippenbach (Smoke, 1989) auf. Weiter spielte er mit Alan Silva, Sabir Mateen, Aki Takase, Tchangodei und Assif Tsahar. In den letzten Jahren trat er noch mit Tony Bevan und John Edwards auf.

## Bedeutung
Murray, der auf einem minimal ausgerüsteten Schlagzeug-Set alleine mit Basstrommel, Snare, Becken und (selten benutztem) Hi-Hat spielte, verzichtete bereits bei Cecil Taylor auf das traditionelle Time-Keeping zugunsten eines ständig an- und abschwellenden Rhythmusgewebes von kontinuierlichem Beckenspiel und Akzenten auf der Bass Drum. Er schafft damit einen swingenden Puls in Rhythmusbögen und betont nicht mehr die Takteinheiten. Charakteristisch für ihn ist ein besonders federndes Spiel.
Mit diesem innovativen Spiel schafft Murray „Raum, Farbe und Bewegung“, so sein Kollege Jack DeJohnette. Der Jazzautor (und vormalige Schlagzeuger) Stanley Crouch stellte ihn in eine Reihe mit Thelonious Monk und Miles Davis: „Er kann einen Klang so voller Musik spielen, weil er am genau richtigen Platz mit genau dem richtigen Touch gespielt wird.“
Trotz seines stilistischen Neuerertums betonte Murray, der sich stolz in die Tradition des Jazz stellte, eine hierarchische Arbeitsteilung der Band und sah die Funktion als Sideman als „Hauptaufgabe“ des Schlagzeugers an.

## Diskografische Hinweise
- Cecil Taylor: Air 1961
- Cecil Taylor/Roswell Rudd, Mixed, mit Jimmy Lyons, 1961/1966
- Albert Ayler: Ghosts, mit Don Cherry, Gary Peacock, 1964
- Sunny Murray, 1966
- Homage to Africa, mit Archie Shepp, Alan Silva, Grachan Moncur III, Lester Bowie, Clifford Thornton, Roscoe Mitchell, Kenneth Terroade, Jeanne Lee, (BYG Actuel, 1969)
- An Even Break, 1969
- Sunshine, mit Archie Shepp, Alan Silva, Arthur Jones, Lester Bowie, Roscoe Mitchell, Kenneth Terroade, Malachi Favors, 1969
- Wildflowers – The New York Jazz Loft Sessions, 1976
- Live at Moers, mit David Murray und Malachi Favors, 1979
- Indelicacy: Live in Germany 1987
- 13 Steps on Glass mit Wayne Dockery, Odean Pope und Michael Hornstein (Enja, 1994)
- Illumination, 1995
- Aki Takase: Clapping Music, mit Reggie Workman, 1996
- We’re Not at the Opera, mit Sabir Mateen, 1998
- Sunny's Time Now, 1999
- Arthur Doyle, Sunny Murray: Live at the Tunnel, 2000, ed. 2017
- Perles Noires vol. I, mit Sabir Mateen, Dave Burrell, Alan Silva, Louis Belogenis, 2003
- Perles Noires vol. II, mit Sabir Mateen, John Blum, Oluyemi Thomas, 2003
- Schlippenbach Plays Monk, mit Alexander von Schlippenbach, Nobuyoshi Ino, 2004
- The Gearbox Explodes, mit Tony Bevan, John Edwards, 2006, ed. 2008
- Sunny Murray, John Edwards, Tony Bevan: Boom Boom Cat, 2009, ed. 2011
- The Louie Belogenis Trio with Sunny Murray & Michael Bisio:  Tiresias, 2008, ed. 2011
- Sunny Murray, John Edwards, Tony Bevan: I Stepped Onto A Bee, 2010, ed. 2011

## Filmografie
- Sunny’s Time Now – Portrait of Drummer Sunny Murray

## Lexigraphische Einträge
- Leonard Feather, Ira Gitler: The Biographical Encyclopedia of Jazz. Oxford University Press, New York 1999, ISBN 0-19-532000-X.
- Wolf Kampmann (Hrsg.), unter Mitarbeit von Ekkehard Jost: Reclams Jazzlexikon. Reclam, Stuttgart 2003, ISBN 3-15-010528-5.
- Martin Kunzler: Jazz-Lexikon. Band 2: M–Z (= rororo-Sachbuch. Bd. 16513). 2. Auflage. Rowohlt, Reinbek bei Hamburg 2004, ISBN 3-499-16513-9.